# 深谷憲一
深谷憲一（ふかや けんいち、1925年12月1日 - 2015年3月23日）は日本のジャーナリスト、エッセイスト。
茨城県出身。東京大学卒業後、日本経済新聞社に入社、文化部長をへて東京12チャンネル（現テレビ東京）常務となる。また、日本エッセイスト・クラブの幹部として日本エッセイスト・クラブ賞の選考委員も長くつとめた。
9世紀の僧、円仁の『入唐求法巡礼行記』の口語全訳（中公文庫、1990年）をなしとげた。
2015年3月23日、肺炎のため死去。89歳没。